# Olympische Winterspiele 1984/Teilnehmer (Zypern)
Die Republik Zypern nahm an den Olympischen Winterspielen 1984 in Sarajevo mit fünf Athleten teil. 

## Teilnehmer nach Sportarten

### Ski alpin
| Frauen - Lina Aristodimou Riesenslalom: 43. Platz: 3:03,45 min Slalom: 21. Platz: 2:19,64 min |

| Männer - Alechis Fotiadis Riesenslalom: 69. Platz: 3:54,03 min Slalom: Ausgeschieden - Pavlos Fotiadis Riesenslalom: Ausgeschieden Slalom: Disqualifiziert - Lambros Lambrou Riesenslalom: 70. Platz: 3:55,97 min Slalom: 41. Platz: 2:34,62 min - Giannos Pipis Riesenslalom: 75. Platz: 4:07,73 min Slalom: 47. Platz: 3:01,52 min |